# Dactylorhiza
Dactylorhiza é um género botânico pertencente à família das orquídeas (Orchidaceae).

## Espécies
1. Dactylorhiza alpestris (Pugsley) Aver., Bot. Zhurn. (Moscow & Leningrad) 68: 1164 (1983).
2. Dactylorhiza aristata (Fisch. ex Lindl.) Soó, Nom. Nov. Gen. Dactylorhiza: 5 (1962).
3. Dactylorhiza atlantica Kreutz & Vlaciha, Orchidee (Hamburg) 57: 584 (2006).
4. Dactylorhiza baldshuanica Chernyak., Bot. Zhurn. (Moscow & Leningrad) 68: 534 (1983).
5. Dactylorhiza baumanniana J.Hölzinger & Künkele, Mitt. Arbeitskreis Heimische Orchid. Baden-Württemberg 15: 514 (1983).
6. Dactylorhiza bohemica Businský, Preslia 61: 296 (1989).
7. Dactylorhiza cantabrica H.A.Pedersen, Bot. J. Linn. Soc. 152: 428 (2006).
8. Dactylorhiza cordigera (Fr.) Soó, Nom. Nov. Gen. Dactylorhiza: 5 (1962).
9. Dactylorhiza czerniakowskae Aver., Bot. Zhurn. (Moscow & Leningrad) 68: 536 (1983).
10. Dactylorhiza elata (Poir.) Soó, Nom. Nov. Gen. Dactylorhiza: 7 (1962).
11. Dactylorhiza euxina (Nevski) Czerep., Sosud. Rast. SSSR: 308 (1981).
12. Dactylorhiza foliosa (Rchb.f.) Soó, Nom. Nov. Gen. Dactylorhiza: 7 (1962).
13. Dactylorhiza fuchsii (Druce) Soó, Nom. Nov. Gen. Dactylorhiza: 8 (1962).
14. Dactylorhiza graggeriana (Soó) Soó, Nom. Nov. Gen. Dactylorhiza: 4 (1962).
15. Dactylorhiza hatagirea (D.Don) Soó, Nom. Nov. Gen. Dactylorhiza: 4 (1962).
16. Dactylorhiza iberica (M.Bieb. ex Willd.) Soó, Nom. Nov. Gen. Dactylorhiza: 3 (1962).
17. Dactylorhiza incarnata (L.) Soó, Nom. Nov. Gen. Dactylorhiza: 3 (1962).
18. Dactylorhiza insularis (Sommier) Ó.Sánchez & Herrero, in Fl. Iber. 21: 98 (2005).
19. Dactylorhiza isculana Seiser, Ber. Arbeitskreis. Heimische Orchid. 19: 23 (2002).
20. Dactylorhiza kafiriana Renz, in Fl. Iran. 126: 125 (1978).
21. Dactylorhiza kalopissii E.Nelson, Monogr. Ikon. Orchid.: 43 (1976).
22. Dactylorhiza kulikalonica Chernyak., Bot. Zhurn. (Moscow & Leningrad) 68: 535 (1983).
23. Dactylorhiza lapponica (Laest. ex Hartm.) Soó, Nom. Nov. Gen. Dactylorhiza: 5 (1962).
24. Dactylorhiza longifolia (Neuman) Aver., Bot. Zhurn. (Moscow & Leningrad) 69: 875 (1984).
25. Dactylorhiza maculata (L.) Soó, Nom. Nov. Gen. Dactylorhiza: 7 (1962).
26. Dactylorhiza magna (Czerniak.) Ikonn., Novosti Sist. Vyssh. Rast. 9: 303 (1972).
27. Dactylorhiza majalis (Rchb.) P.F.Hunt & Summerh., Watsonia 6: 130 (1965).
28. Dactylorhiza nieschalkiorum H.Baumann & Künkele, Mitt. Arbeitskreis Heimische Orchid. Baden-Württemberg 13: 259 (1981).
29. Dactylorhiza osmanica (Klinge) P.F.Hunt & Summerh., Watsonia 6: 130 (1965).
30. Dactylorhiza praetermissa (Druce) Soó, Nom. Nov. Gen. Dactylorhiza: 5 (1962).
31. Dactylorhiza purpurella (T.Stephenson & T.A.Stephenson) Soó, Nom. Nov. Gen. Dactylorhiza: 5 (1962).
32. Dactylorhiza romana (Sebast.) Soó, Nom. Nov. Gen. Dactylorhiza: 3 (1962).
33. Dactylorhiza russowii (Klinge) Holub, Preslia 36: 253 (1964).
34. Dactylorhiza saccifera (Brongn.) Soó, Nom. Nov. Gen. Dactylorhiza: 8 (1962).
35. Dactylorhiza salina (Turcz. ex Lindl.) Soó, Nom. Nov. Gen. Dactylorhiza: 4 (1962).
36. Dactylorhiza sambucina (L.) Soó, Nom. Nov. Gen. Dactylorhiza: 3 (1962).
37. Dactylorhiza sudetica (Poech ex Rchb.f.) Aver., Bot. Zhurn. (Moscow & Leningrad) 67: 310 (1982).
38. Dactylorhiza traunsteineri (Saut. ex Rchb.) Soó, Nom. Nov. Gen. Dactylorhiza: 5 (1962).
39. Dactylorhiza umbrosa (Kar. & Kir.) Nevski, Trudy Bot. Inst. Akad. Nauk S.S.S.R., Ser. 1, Fl. Sist. Vyssh. Rast. 4: 332 (1937).
40. Dactylorhiza urvilleana (Steud.) H.Baumann & Künkele, Mitt. Arbeitskreis Heimische Orchid. Baden-Württemberg 13: 240 (1981).